# Aero Mongolia
Aero Mongolia è la prima compagnia aerea privata della Mongolia; la sua sede e la base operativa sono presso l'aeroporto Internazionale Chinggis Khaan di Ulan Bator. Aero Mongolia opera voli domestici su 10 aeroporti e voli internazionali verso l'aeroporto di Irkutsk, in Russia, e verso gli aeroporti di Hohhot e di Ürümqi, in Cina.

## Storia

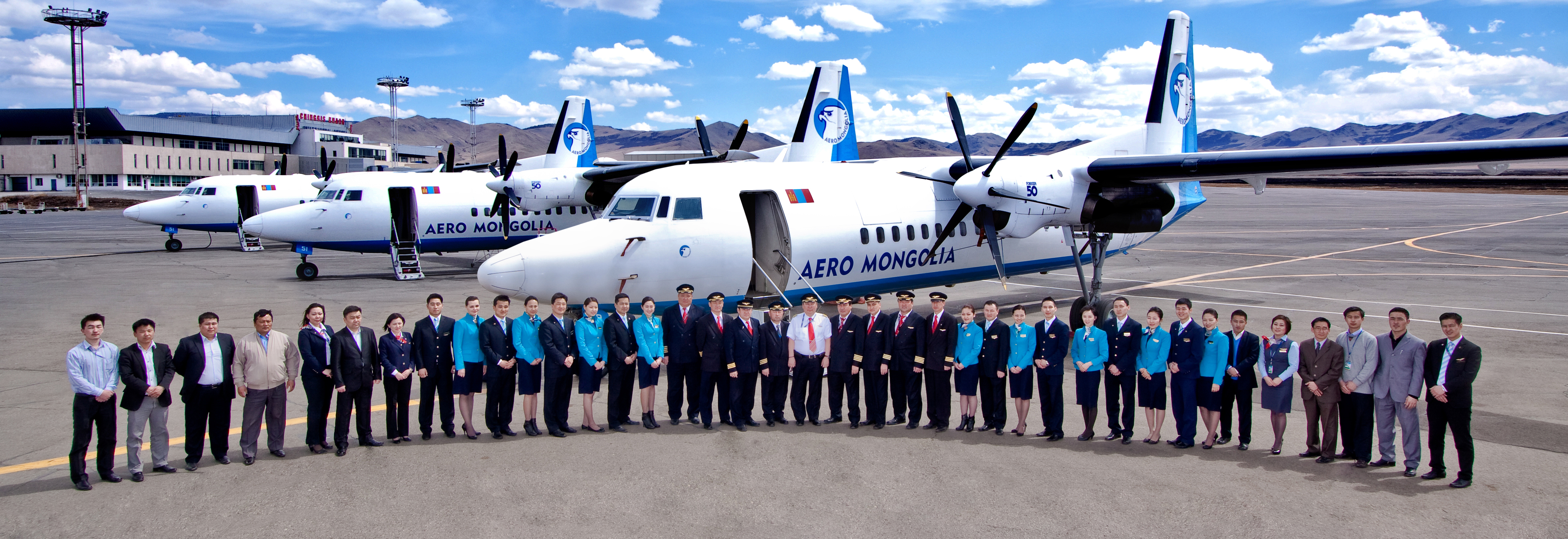
Flotta ed equipaggi di Aero Mongolia

Fondata nel giugno 2001, la compagnia ha ricevuto il Certificato di operatore aereo nell'ottobre 2002. Nel maggio 2003, dopo aver ricevuto i primi due Fokker 50, Aero Mongolia ha effettuato il primo volo domestico, mentre nel dicembre dello stesso anno ha aperto la prima tratta internazionale verso Hohhot.
Nel 2006, grazie all'introduzione in flotta di due Fokker 100, Aero Mongolia è diventata la prima compagnia aerea nazionale per passeggeri trasportati, coprendo il 90% del mercato interno.
Nell'ottobre 2007 l'Autorità per l'aviazione civile della Mongolia ha temporaneamente bloccato tutti i voli della compagnia in seguito a gravi irregolarità riscontrate durante le operazioni di manutenzione.
Nel 2010 e nel 2012 sono stati inseriti in flotta rispettivamente il terzo ed il quarto Fokker 50, nel contempo sono stati invece dismessi i Fokker 100.

## Flotta
A febbraio 2017 la flotta di Aero Mongolia era così composta:
La compagnia ha pianificato di introdurre in flotta anche un Boeing 737-700.

## Incidenti
Il 30 marzo 2012 un Fokker 50 di Aero Mongolia, a causa di una forte raffica di vento, è uscito di pista durante il decollo dall'aeroporto di Ojuu Tolgoj. Nessuna delle persone a bordo ha riportato ferite, mentre il velivolo ha subito danni ai motori.